# Hal Far Fighter Flight
Hal Far Fighter Flight (česky Stíhací letka ze základny Hal Far či Stíhací letka „Hal Far“) byla britská stíhací jednotka vzniklá začátkem bitvy o Maltu roku 1940. Po několik týdnů byl ostrov Malta bráněn pouze malými silami dvouplošníků Gloster Sea Gladiator ze základny Royal Air Force Hal Far, známé také pod označením Fleet Air Arm HMS Falcon. Letka je zdrojem mýtu, že stíhací obranu ostrova tvořily pouze tři stroje, pojmenované „Faith“, „Hope“ a „Charity“. Ve skutečnosti bylo do operací nasazeno více strojů, ačkoliv ne vždy současně; a další byly zdrojem náhradních dílů. Jména „Faith“, „Hope“ a „Charity“ byla letounům udělena až o mnoho měsíců později, maltskými novinami.

## Pozadí
Počátkem roku 1940 byly na Maltě letadlovou lodí HMS Glorious ponechány přepravní kontejnery obsahující osmnáct rozložených Glosterů Sea Gladiator Mk.I (sériových čísel N5518 - N5535) náležející její 802. námořní letecké peruti. Tři letouny, sériových čísel N5532, N5533 a N5534, byly později přepraveny do Británie a zúčastnily se norské kampaně a další tři byly odeslány do Egypta. Ačkoliv Malta zprvu útokům nečelila, bylo již v březnu rozhodnuto o smontování šesti ze zbývajících strojů, aby z nich byla vytvořena jednotka protivzdušné obrany. Letka se měla skládat z příslušníků Fleet Air Arm i Royal Air Force. Posléze došlo k sestavení pěti letounů, sériových čísel N5525, N5527, N5530 a N5533. Nicméně o několik dnů později byly opět demontovány.
V dubnu bylo rozhodnuto, že je nutno zajistit stíhací obranu Malty, a ačkoliv Gladiatory byly již jako stíhačky zastaralé, stále ještě mohly obstát v boji proti  tehdejším bombardérům. Byly smontovány stroje sériových čísel N5519, N5520, N5522 a N5531, které byly poté vyzkoušeny v letu. Dva z nich měly být operačně nasazovány, jeden udržován v záloze, a další měl být zdrojem náhradních dílů. (Podle jiného zdroje byly již v dubnu sestaveny stroje N5519, N5520, N5523, N5524, N5529 a N5531; N5518, N5521, N5522, N5525-5528 a N5530 měly být náhradní.) V květnu byly sestaveny další dva Gladiatory, N5524 a N5529. Ostatní uskladněné stroje měly být využity jako zdroj náhradních dílů.
11. června, když začala letecká bitva o Maltu, její stíhací ochrana sestávala ze čtyř letounů Gladiator, z nichž dva byly v denních hodinách udržovány v nepřetržité pohotovosti.
Stroj sériového čísla N5520, známější jako „Faith“, byl opatřen motorem z bombardéru Bristol Blenheim, který také používal motor Bristol Mercury, jakož i třílistou vrtulí Hamilton, namísto standardní dvoulistou, pocházející z téhož letounu.

## Počátek náletů

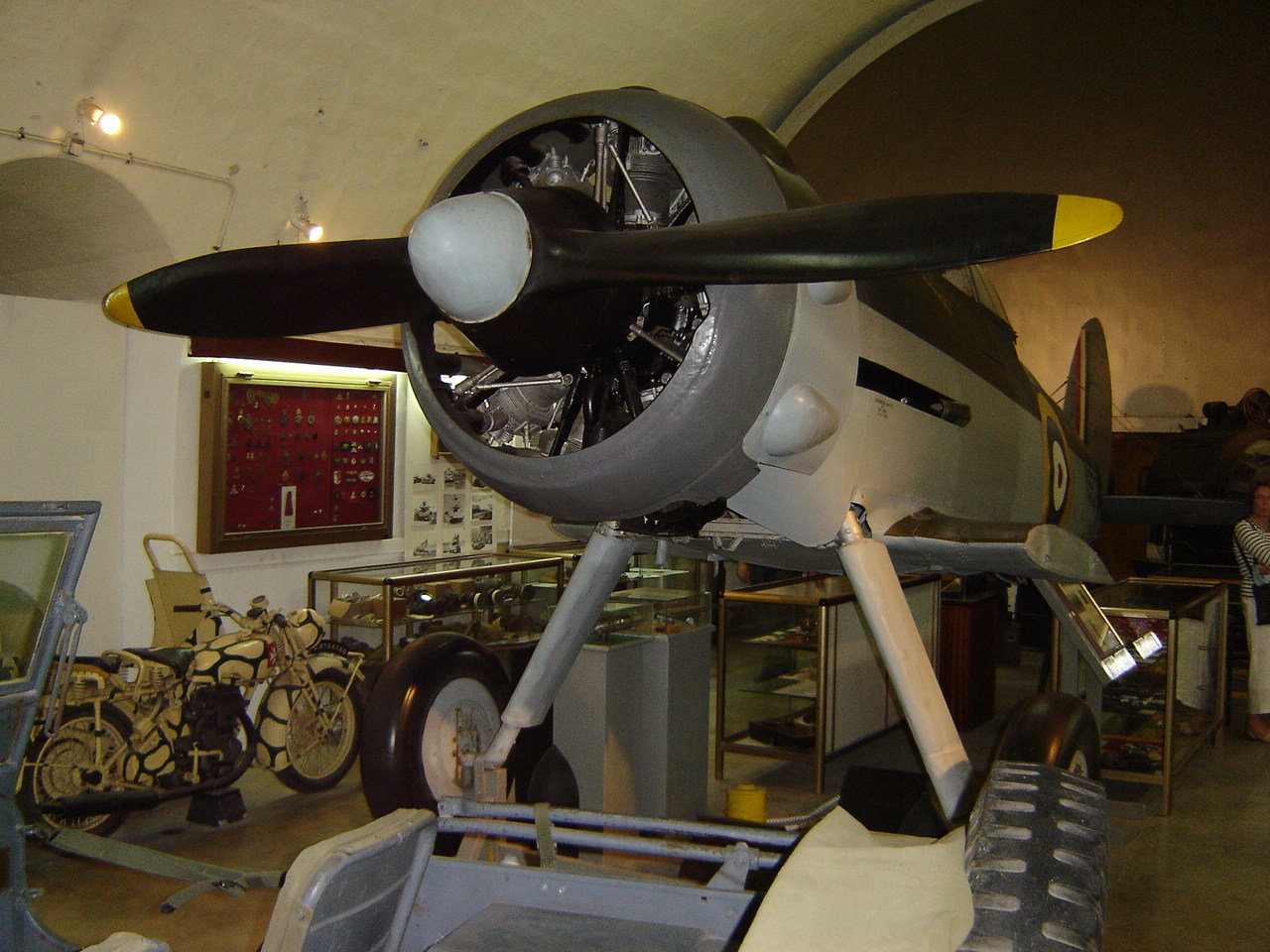
Trup „Faith“ v Národním válečném muzeu na Maltě.

Do června dva Gladiatory havarovaly a smontovány byly dva dodatečné. 10. června 1940 do války vstoupila Itálie a téhož dne deset bombardérů CANT Z.1007 Regia Aeronautica zaútočilo na vallettský přístav Grand Harbour a letiště Hal Far. Italští letci nepjrve útočili z výšek okolo 5 500 m, později se útoky přesunuly do hladiny okolo 3 000 m, aby byla zvýšena přesnost bombardování. Novinářka Mabel Strickland nicméně tvrdila, že: „Italové dospěli k závěru, že se jim to [Gladiatory a protiletadlová děla] nelíbí a tak svrhli své bomby [30 km před dosažením Malty] a vrátili se.“ 
Na konci června se ke Gladiatorům přidaly i čtyři stíhačky Hawker Hurricane, a letka se později stala součástí 261. peruti RAF.
Stroj „Charity“ byl sestřelen 29. července 1940, a jeho pilot, Flying Officer P. W. Hartley, utrpěl těžké popáleniny. „Hope“ byl zničen během náletu 4. února 1941. „Faith“ válku přežil. Osud dalších nejméně pěti Gladiatorů bránících Maltu není takto dobře dokumentován.
Další dva Sea Gladiatory, N5513 a N5535, byly v květnu 1941 předány 33. peruti RAF, což naznačuje, že sériové číslo obvykle udávané u „Hope“ není správné.
Trup stroje „Faith“ je v současné době vystaven ve Vallettě v Národním válečném muzeu ve Fort St. Elmo.
Obranu Malty posléze převzala i 1435. letka RAF, vybavená Spitfiry. 1435. letka v současné době operuje z Falklandských ostrovů, a její stroje zachovávají tradice spojené s obranou Malty. Její McDonnell Douglas Phantom FGR.2, jimiž byla vybavena při svém obnovení v roce 1988, nesly na svislých ocasních plochách maltézské kříže a byly označeny i jmény „Faith“, „Hope“ a „Charity“, s dodatečným strojem pojmenovaným „Desperation“. Tato tradice pokračovala i po jejich vystřídání Tornady a Typhoony, ačkoliv Typhoony nenesou označení jmény.